# San Pedro (Buenos Aires)

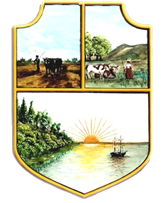
Escudo de armas
de San Pedro.

San Pedro é uma cidade e porto da Argentina, a nordeste da Província de Buenos Aires, se encontra no "Partido San Pedro". Sua atividade econômica é baseada no turismo, indústria e comércio. Possui uma população de 42.151 habitantes (INDEC 2001).
A cidade está localizada, entre a rota Catedral Capital - Rosário, localizada na margem direita do Rio Paraná e delimitada por desfiladeiros. Ela foi formada a partir de 1730 junto ao lugar de Las Hermanas, o cura dos Arrecifes, cuja sede era a Igreja do povoado dos índios de Baradero, origem do povoado de mesmo nome, até o cura do Rincón de San Pedro foi formada em 1780 Davila de los Arrecifes.
Seu primeiro colono foi o capitão Juan Gutiérrez de Humanes, que obteve suas terras por recompensa em 1641 pelos serviços prestados ao Rei da Espanha.